# Pokutująca Maria Magdalena (obraz El Greca z 1580)

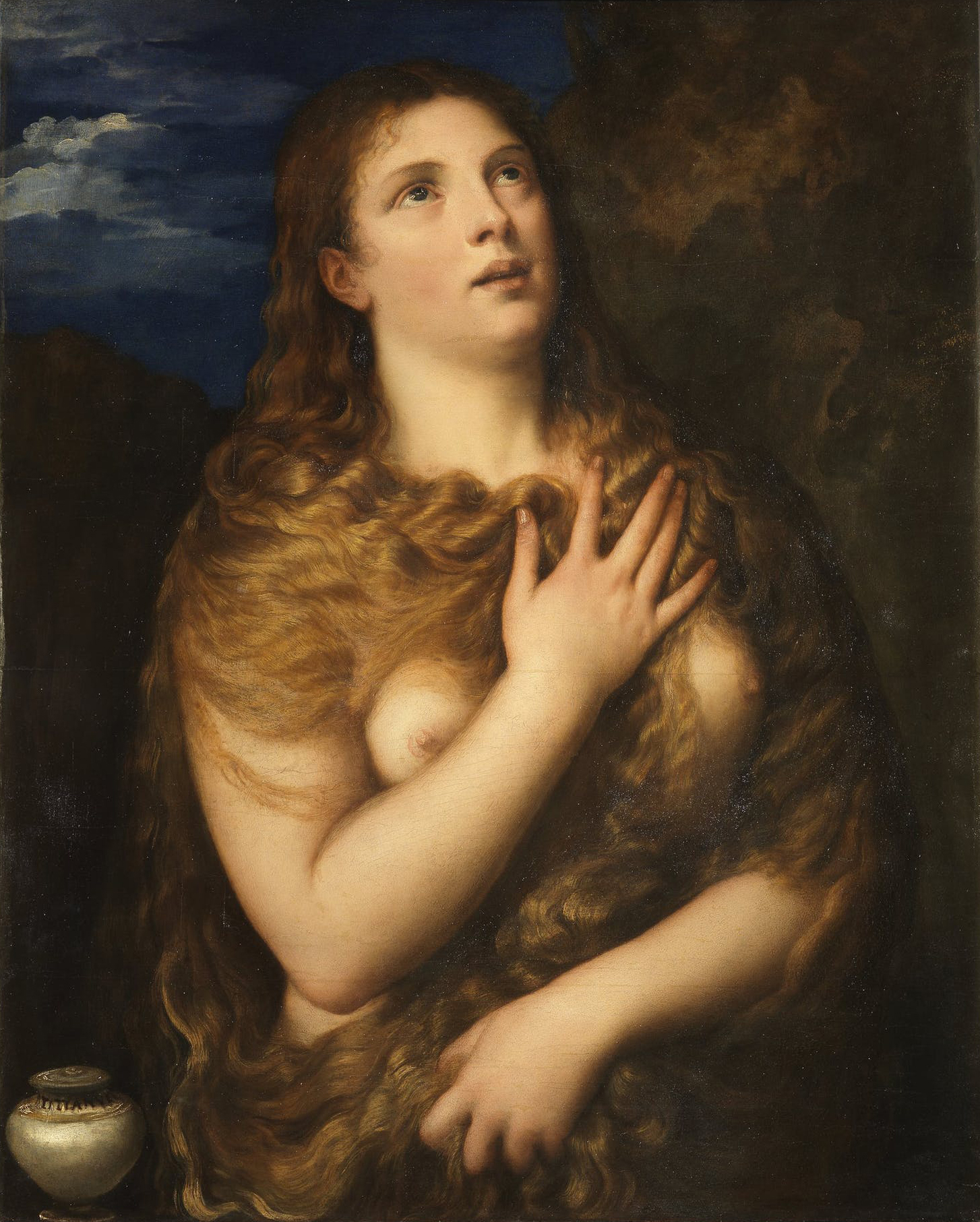
Magdalena Tycjana z 1535 roku

Pokutująca Maria Magdalena – obraz hiszpańskiego malarza pochodzenia greckiego Dominikosa Theotokopulosa, znanego jako El Greco.
Motyw Magdaleny był wyjątkowo popularny w XVI wieku w czasie kontrreformacji. Uznawana przez Kościół za kobietę upadłą, nawróconą na drogę cnoty przez Jezusa, dawała artystom możliwość tworzenia erotycznych kompozycji, które nie były tępione za niestosowność. El Greco po raz pierwszy podjął temat pokutującej Magdaleny, gdy podróżował, studiował i mieszkał we Włoszech. Na jego twórczość najbardziej oddziaływały dzieła m.in. Tycjana, Tintoretto czy Jacopo Bassano. Data powstania płótna nie jest znana. Historycy, na podstawie detali (takich jak laguny w tle i dzban z weneckiego szkła) przypisują powstanie obrazu w okresie przebywania El Greca w Wenecji. Odkryta pierś Magdaleny również może wskazywać na ten okres – sztuka włoska pozwalała na tak śmiałe interpretacje.

## Opis obrazu
Namalowana Maria Magdalena zdradza wyraźne podobieństwo do obrazu Tycjana, pt. Magdalena z 1535 roku. Tak jak i u włoskiego mistrza, Magdalena El Greca ma kasztanowe faliste włosy swobodnie opadające na odkryte ramiona, prawa dłoń w erotycznym i niewinnym jednocześnie geście dotyka nagiej piersi. Na twarzy kobiety rysuje się głębokie uniesienie i skrucha, a jej wzrok skierowany jest ku niebu. Lewa dłoń Magdaleny wskazuje na martwą naturę złożoną z książki i czaszki. Również i ten motyw mógł być zapożyczony od Tycjana, pojawia się w innej wersji Magdaleny z 1610 roku. Artefakty te nawiązywały do popularnych wówczas dylematów ulotności życia ludzkiego i nieuchronności śmierci. Pejzaż w tle wskazuje na wpływy szkoły weneckiej. Indywidualnymi cechami obrazu, charakterystycznymi dla artysty jest koloryt: kontrast żółcieni i błękitów harmonizujący z morskim pejzażem, nad którym widać zachodzące słońce.
Zanim dzieło trafiło do Muzeum Sztuk Pięknych w Budapeszcie, znajdowało się w zbiorach węgierskiego kolekcjonera Marcella Nemesa. Na początku XX wieku, jako jeden z pierwszych poznał się na wartości dzieł El Greca i jego sztuki. Dał temu wyraz skupując jego obrazy.
Obecnie znane są dwie wierne kopie tego obrazu: w Barcelonie (60 × 45 cm.) oraz w Sands Point w Nowym Jorku (155 × 121 cm)

## Datowanie
Historycy z Muzeum Sztuk Pięknych w Budapeszcie datują powstanie obrazu na ok. 1580 roku. Beat Wismer i Michael Scholz-Hänsel umieszczają powstanie dzieła jeszcze w okresie weneckim na lata 1576–1577 co wydaje się być najbardziej prawdopodobne zważywszy na odważne ukazanie Marii Magdaleny.

## Inne wersjePokutującej Marii Magdaleny
W kolejnych latach El Greco kilkakrotnie powracał do motywu pokutującej Marii Magdaleny. Ich kompozycje niewiele różniły się od pierwowzoru. Największą zmianą było ukazanie świętej w okryciu. Sztuka katolickiej Hiszpanii nie akceptowała nagości, a przedstawiane postacie świętych były traktowane z dużym szacunkiem. Pozbawiona tycjanowskiego erotyzmu Magdalena skupia się na akcie pokuty. Widać to szczególnie na dwóch pierwszych płótnach, gdzie El Greco rezygnuje z ręki położonej na piersi i maluje dłonie złożone w modlitwie. Wiara Magdaleny w Chrystusa, uznawanej za grzesznicę, może nawiązywać do słów Pawła Apostoła: 

Nauka bowiem krzyża głupstwem jest dla tych, co idą na zatracenie, mocą Bożą zaś dla nas, którzy dostępują zbawienia. [...] Bóg wybrał właśnie to, co głupie w oczach świata, aby zawstydzić mędrców, wybrał to, co niemocne, aby mocnych poniżyć (I Kor 1,18,27)

Niebo w tle dwóch kolejnych dzieł jest bliskie stylowi sztuki barokowej.

## Inne wersje

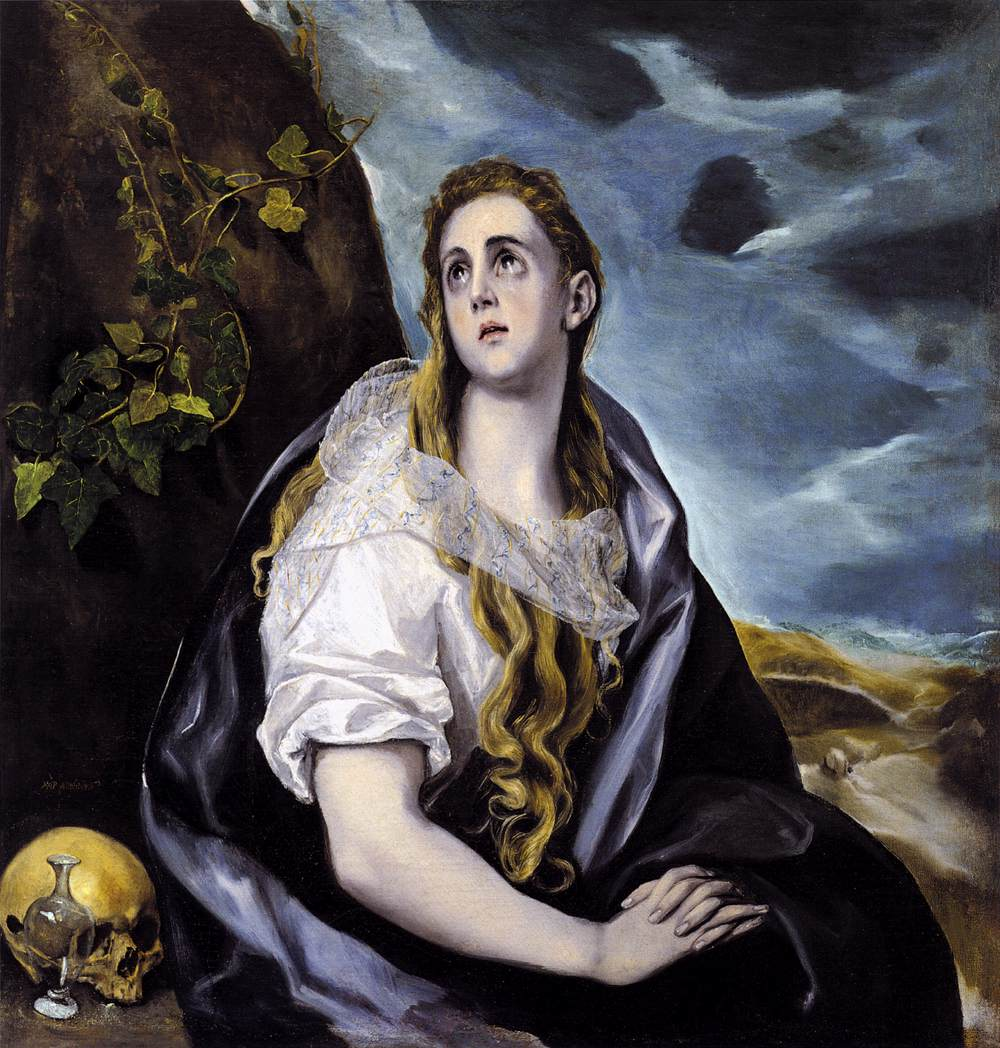
Pokutująca Maria Magdalena z 1577 (1577 – 1580), 108 × 101 cm, Worcester Art Museum
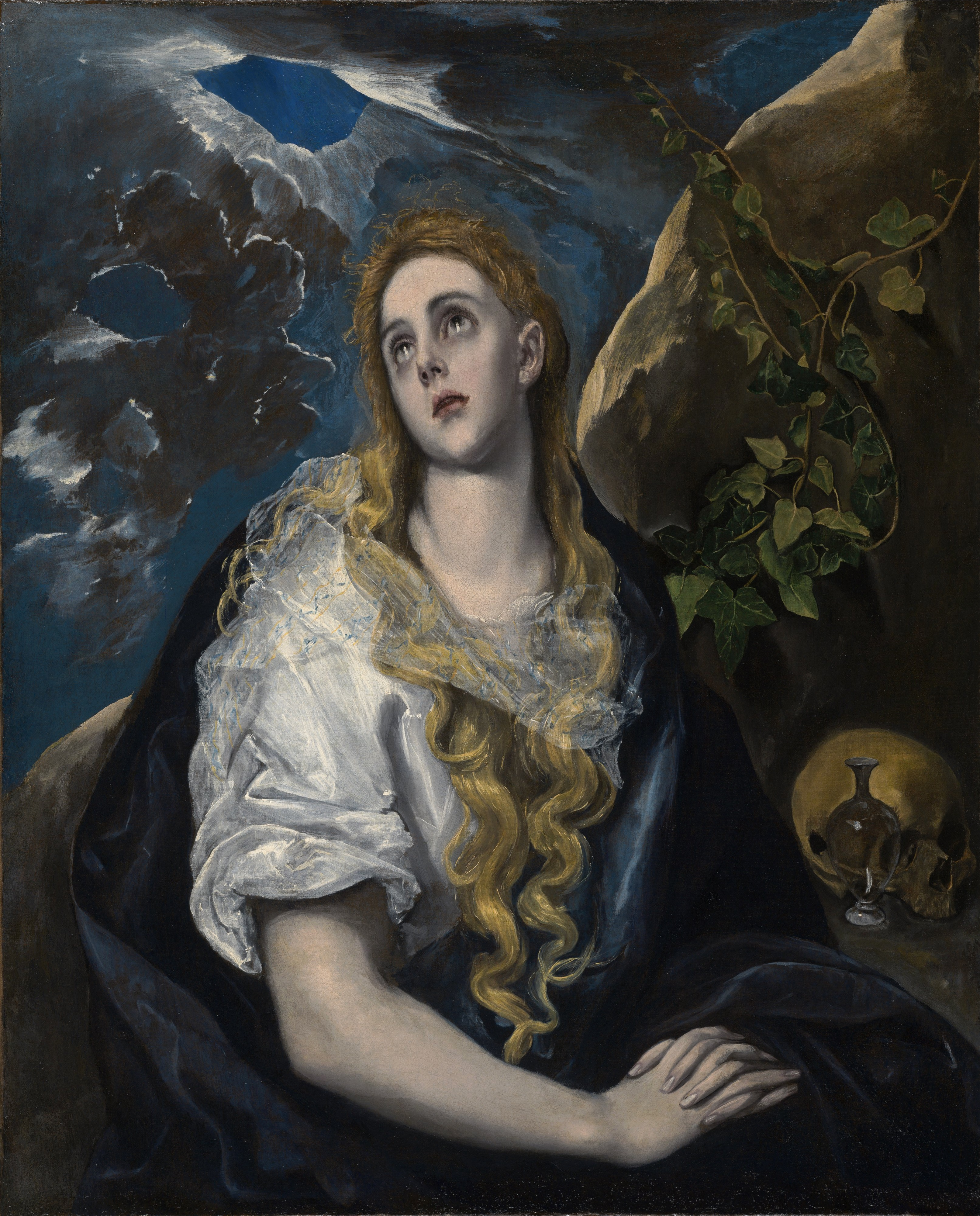
Pokutująca Maria Magdalena z 1585 (1580 – 1585), 108 × 87 cm, Nelson-Atkins Museum of Art
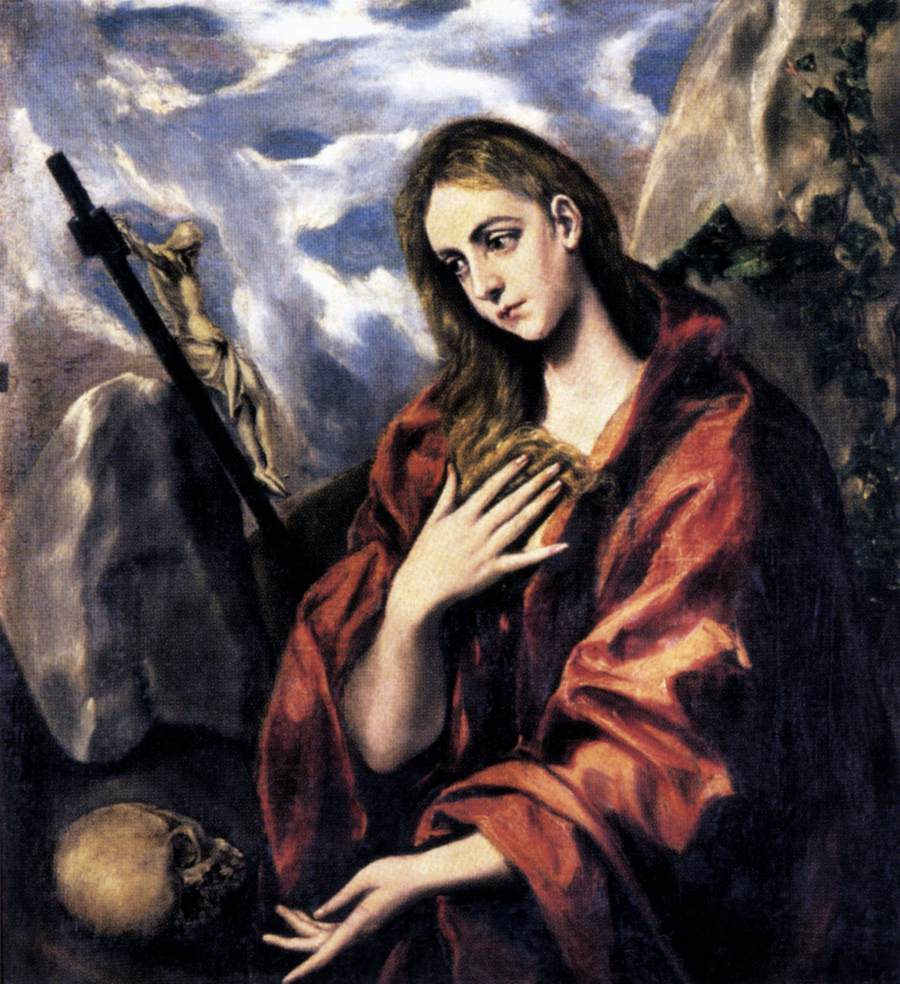
Pokutująca Maria Magdalena z 1597 (1587 – 1597), 109 × 96 cm, Museo Cau Ferrat, Sitges
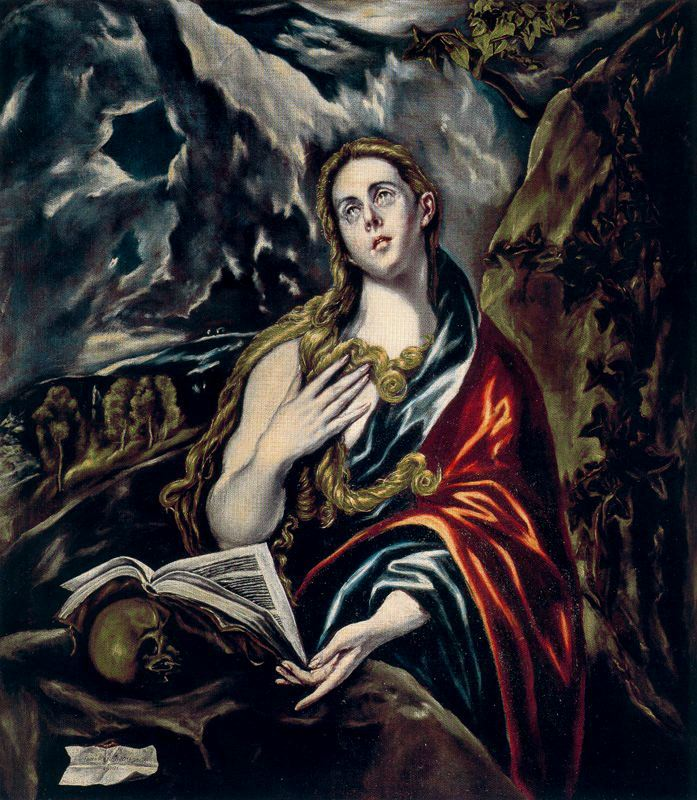
Pokutująca Maria Magdalena (1605 – 1610), 118 × 105 cm, kolekcja prywatna